# Lithocarpus nantoensis
Lithocarpus nantoensis (Hayata) Hayata – gatunek roślin z rodziny bukowatych (Fagaceae Dumort.). Występuje naturalnie w środkowej i południowej części Tajwanu. 

## Morfologia
PokrójZimozielone drzewo dorastające do 15 m wysokości.
LiścieBlaszka liściowa jest nieco skórzasta i ma kształt od podługowatego do lancetowatego. Mierzy 7–14 cm długości oraz 2–4,5 cm szerokości, jest całobrzega, ma klinową nasadę i spiczasty lub ogoniasty wierzchołek. Ogonek liściowy jest nagi i ma 5–10 mm długości.
OwoceOrzechy o stożkowatym kształcie, dorastają do 10–20 mm średnicy. Osadzone są pojedynczo w miseczkach w kształcie talerza, które mierzą 12–15 mm średnicy. Orzechy otulone są w miseczkach do 20% ich długości.

## Biologia i ekologia
Rośnie w wiecznie zielonych lasach. Występuje na wysokości do 1500 m n.p.m. Kwitnie od lipca do sierpnia, natomiast owoce dojrzewają od października do grudnia.